# Aramis Millarch
Aramis Millarch (Curitiba, 12 de julho de 1943 - Curitiba, 13 de julho de 1992) foi um reconhecido jornalista e pesquisador paranaense.  Também foi um dos mais famosos críticos de música popular do sul do Brasil.

## Biografia
Aramis Millarch, que começou a sua carreira em 1962 no jornal O Estado do Paraná, recebeu durante sua trajetória profissional diversos prêmios brasileiros de caráter nacional de jornalismo e participou dos principais festivais, concursos e prêmios onde a arte ou a cultura era objeto de discussão.
Millarch, que possuía um acervo de trinta e dois mil discos e cinco mil livros, ao longo de sua vida escreveu cerca de cinquenta mil artigos para mais de vinte periódicos sob mais de dez pseudônimos até ter o seu exercício de liberdade de imprensa suspenso devido ao AI-5. Durante o governo do Regime Militar também teve cassada a sua liberdade de cátedra e perdeu, sem maior justificativa, a autorização para ministrar aulas no curso de comunicação social da Universidade Federal do Paraná, mesmo tendo sido aprovado em primeiro lugar em concurso público.
Além de sua grande contribuição ao jornalismo, Millarch esteve entre os fundadores da Associação dos Pesquisadores da Música Popular Brasileira e foi o seu primeiro presidente.
Apesar de não viver no caldeirão cultural do Sudeste, levava uma vida agitada, e durante sua vida entrevistou incessantemente personalidades do meio artístico brasileiro.
Em 2006, em um projeto de idealização dos produtores curitibanos Samuel Lago, Rodrigo Barros Homem d'El Rei e Luiz Antonio Ferreira, patrocinado pela Petrobras e viabilizado pela Lei Rouanet, foi iniciada a recuperação e digitalização do acervo completo de entrevistas do jornalista, composto por quatro mil fitas, que somam setecentas e vinte horas de gravação – cerca de uma hora e meia de conversa com cada entrevistado. O projeto demorou três anos para ser finalizado, sendo concluído em 2009. Esse material foi disponibilizado em uma coleção com oito DVDs, e quatrocentos e cinquenta bibliotecas brasileiras receberam uma doação de esse material. As entrevistas foram feitas com quinhentas e setenta e duas personalidades brasileiras, entre elas Gilberto Gil, Cartola, Francis Hime, Nelson Cavaquinho, Elis Regina, Ana Botafogo, Jamil Snege, além de uma rara última entrevista de Maysa, a última registrada antes do acidente automobilístico que mataria a artista, em janeiro de 1977.
Antes do início da realização do projeto, algumas personalidades culturais brasileiras, como Hermínio Bello de Carvalho, já haviam pedido publicamente que o acervo de Millarch fosse tornado público.
Outra parte do acervo, contendo cerca de dois mil envelopes com todo o material de pesquisa sobre música e cinema de Millarch, foi doada ao Museu da Imagem e do Som do Paraná ainda em 2003.